# Nicarágua nos Jogos Olímpicos de Verão de 2020

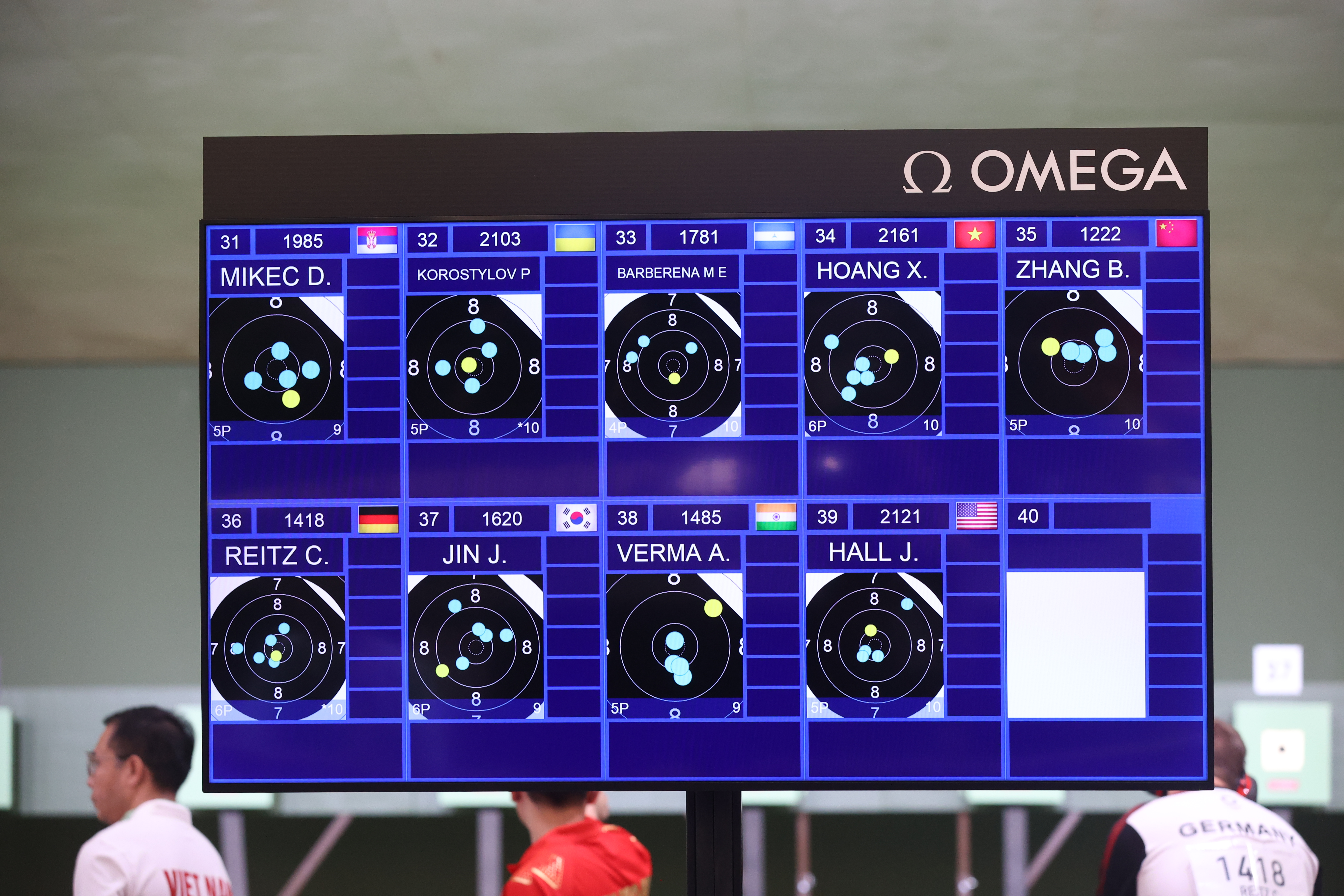
Equipe Sargento Nickolaus Mowrer competiu na pistola de ar 10m nos Jogos Olímpicos de Verão de 2020, em 24 de julho de 2021. Mowrer é um soldado do Programa de Atletas de Classe Mundial do Exército.

A Nicarágua competiu nos Jogos Olímpicos de Verão de 2020 em Tóquio. Originalmente programados para ocorrerem de 24 de julho a 9 de agosto de 2020, os Jogos foram adiados para 23 de julho a 8 de agosto de 2021, por causa da pandemia de COVID-19. Foi a 14ª participação da nação nos Jogos Olímpicos de Verão, com exceção dos Jogos Olímpicos de Verão de 1988, em Seul, devido ao seu apoio parcial ao boicote norte-coreano.

## Competidores
Abaixo está a lista do número de competidores nos Jogos.
| Esporte        | Masculino | Feminino | Total |
| -------------- | --------- | -------- | ----- |
| Atletismo      | 1         | 0        | 1     |
| Halterofilismo | 0         | 1        | 1     |
| Judô           | 0         | 1        | 1     |
| Natação        | 1         | 1        | 2     |
| Remo           | 1         | 1        | 2     |
| Tiro           | 1         | 0        | 1     |
| Total          | 4         | 4        | 8     |

## Atletismo
A Nicarágua recebeu vaga de Universalidade da IAAF para enviar um atleta às Olimpíadas.
- Nota– As posições para os eventos de pista são em relação à bateria do atleta
- Q = Qualificado para a próxima fase
- q = Qualificado para a próxima fase como o perdedor mais rápido ou, em eventos de campo, pela posição sem atingir o alvo para qualificação
- NR = Recorde nacional
- N/A = Fase não aplicável para o evento
- Bye = Atleta não precisou disputar aquela fase

Eventos de pista e estrada
| Atleta                | Evento          | Eliminatória | Eliminatória | Quartas-de-final | Quartas-de-final | Semifinal | Semifinal | Final     | Final   |
| Atleta                | Evento          | Resultado    | Posição      | Resultado        | Posição          | Resultado | Posição   | Resultado | Posição |
| --------------------- | --------------- | ------------ | ------------ | ---------------- | ---------------- | --------- | --------- | --------- | ------- |
| Yeykell Eliuth Romero | 100 m masculino |              |              |                  |                  |           |           |           |         |

## Halterofilismo
A Nicarágua inscreveu uma halterofilista para a competição olímpica. Sema Nancy Loudrick liderou a lista de halterofilistas das Américas na categoria 64 kg feminino baseado no Ranking Absoluto Continental da IWF. 
| Atleta              | Evento          | Arranque  | Arranque | Arremesso | Arremesso | Total | Posição |
| Atleta              | Evento          | Resultado | Posição  | Resultado | Posição   | Total | Posição |
| ------------------- | --------------- | --------- | -------- | --------- | --------- | ----- | ------- |
| Sema Nancy Loudrick | -64 kg feminino |           |          |           |           |       |         |

## Judô
A Nicarágua inscreveu uma judoca para o torneio olímpico com base no Ranking Olímpico Individual da International Judo Federation.
Feminino
| Atleta          | Evento | Fase de 32           | Oitavas-de-final     | Quartas-de-final     | Semifinais           | Repescagem           | Final / BM           | Final / BM |
| Atleta          | Evento | Adversária Resultado | Adversária Resultado | Adversária Resultado | Adversária Resultado | Adversária Resultado | Adversária Resultado | Posição    |
| --------------- | ------ | -------------------- | -------------------- | -------------------- | -------------------- | -------------------- | -------------------- | ---------- |
| Izayana Marenco | +78 kg |                      |                      |                      |                      |                      |                      |            |

## Natação
A Nicarágua recebeu um convite de Universalidade da FINA para enviar seus nadadores de melhor ranking (um por gênero) para o respectivo evento individual nas Olimpíadas, baseado no Sistema de Pontos da FINA de 28 de junho de 2021. Será a estreia da nação no esporte.
| Atleta                     | Evento                | Eliminatória | Eliminatória | Semifinal | Semifinal | Final | Final   |
| Atleta                     | Evento                | Tempo        | Posição      | Tempo     | Posição   | Tempo | Posição |
| -------------------------- | --------------------- | ------------ | ------------ | --------- | --------- | ----- | ------- |
| Miguel Mena                | 100 m livre masculino |              |              |           |           |       |         |
| Maria Victoria Schutmeizer | 100 m livre feminino  |              |              |           |           |       |         |

## Remo
A Nicarágua qualificou um barco para o skiff simples masculino após terminar em quarto na final B da Regata de Qualificação Olímpica das Américas de 2021 no Rio de Janeiro, Brasil, marcando a estreia da nação no esporte. Uma outra vaga foi concedida para o skiff simples feminino, já que a nação recebeu um convite da Comissão Tripartite e da International Rowing Federation.
| Atleta            | Evento                  | Eliminatórias | Eliminatórias | Repescagem | Repescagem | Quartas-de-final | Quartas-de-final | Semifinais | Semifinais | Final | Final   |
| Atleta            | Evento                  | Tempo         | Posição       | Tempo      | Posição    | Tempo            | Posição          | Tempo      | Posição    | Tempo | Posição |
| ----------------- | ----------------------- | ------------- | ------------- | ---------- | ---------- | ---------------- | ---------------- | ---------- | ---------- | ----- | ------- |
| Felix Potoy       | Skiff simples masculino |               |               |            |            |                  |                  |            |            |       |         |
| Evidelia Gonzalez | Skiff simples feminino  |               |               |            |            |                  |                  |            |            |       |         |

Legenda de Qualificação: FA=Final A (medalha); FB=Final B; FC=Final C; FD=Final D; FE=Final E ; FF=Final F; SA/B=Semifinais A/B; SC/D=Semifinais C/D; SE/F=Semifinais E/F; QF=Quartas-de-final; R=Repescagem

## Tiro
A Nicarágua recebeu um convite da Comissão Tripartite para enviar um atirador da pistola para as Olimpíadas, contanto que tivesse obtido a marca de qualificação mínima (MQS) até 5 de junho de 2021.

nt-size:95%"

| Atleta          | Evento                       | Qualificação | Qualificação | Final  | Final   |
| Atleta          | Evento                       | Pontos       | Posição      | Pontos | Posição |
| --------------- | ---------------------------- | ------------ | ------------ | ------ | ------- |
| Edwin Barberena | Pistola de ar 10 m masculino |              |              |        |         |